# NFPA 704
NFPA 704 е стандарт, поддържан от щатската Национална асоциация за противопожарна защита (NFPA). Той определя т. нар. „fire diamond“ („огнен диамант“), знак, използван от аварийния персонал за бързо и лесно идентифициране на рисковете, свързани с различни опасни материали. Знакът помага да се определи какво специално оборудване, процедури и предпазни мерки трябва да се използват при първа помощ и извънредни ситуации.

## Символика
Четири вида опасност са кодирани с различен цвят: синьото поле показва опасност за здравето, червеното показва огнеопасност, жълтото – химическа реактивност, бялото поле съдържа кодове за специални опасности. Всеки вид опасност се класиран по скала от 0 (без опасност; нормално вещество) до 4 (сериозен риск).
| Опасност за здравето (синьо)     | Опасност за здравето (синьо) | Запалимост (червено) | Запалимост (червено) |
| -------------------------------- | --- | -------------------- | --- |
| 0                                | Не представлява опасност за здравето (напр. вода) | 0                    | Не гори (напр. аргон) |
| 1                                | Употребата може да доведе до раздразнение с минимални остатъчни последствия (напр. ацетон)                                                                    | 1                    | Трябва да се загрее преди да се запали (напр. минерални масла). Температура на запалване над 93 °C (200 °F) |
| 2                                | Интензивно или продължително (но не хронично) излагане може да причини временни поражения или вероятни остатъчни поражения (напр. етилов етер)                | 2                    | Трябва да се загрее умерено преди да се запали (напр. дизел). Температура на запалване между 38 °C (100 °F) и 93 °C (200 °F) |
| 3                                | Кратко излагане може да причини сериозни временни или средни остатъчни поражения (напр. хлор)                                                                 | 3                    | Течности и твърди вещества, които могат да се запалят при всякаква обкръжаваща температура (напр. бензин). Течности с температура на запалване под 23 °C (73 °F) и температура на кипене над 38 °C (100 °F) или температура на запалване между 23 °C (73 °F) и 38 °C (100 °F) |
| 4                                | Много кратко излагане може да причини смърт или сериозни остатъчни последствия (напр. водороден цианид, фосфор, въглероден оксид)                             | 4                    | Изпарява се бързо при нормални атмосферно налягане и температура и бързо се запалва (напр. пропан, водород). Температура на запалване под 23 °C (73 °F) |
| Нестабилност/Реактивност (Жълто) | Нестабилност/Реактивност (Жълто) | Специални (Бяло)     | Специални (Бяло) |
| 0                                | Стабилно, даже при контакт с огън, не взаимодейства с вода (напр. хелий)                                                                                      |                      | Бялото поле за специални опасности може да съдържа различни символи. Следните са определени от NFPA 704 стандарта. |
| 1                                | Стабилно, но може да стане нестабилно при повишени температура и налягане (напр. пропен)                                                                      |                      | |
| 2                                | Реагира бурно при повишени температура и налягане; реагира бурно с вода или може да образува експлозивни смеси с вода (напр. фосфор, калий, натрий)           | OX                   | Окислител (напр. калиев перхлорат, амониев нитрат, водороден пероксид) |
| 3                                | Може да се взриви или да се разпадне с експлозия, но изисква силен начален пуск. Реагира експлозивно с вода или детонира при силен шок (напр. амониев нитрат) | W                    | Реагира с вода по нетипичен или опасен начин (напр. цезий, натрий, сярна киселина) |
| 4                                | Експлозив или детонира при нормални налягане и топлина (напр. нитроглицерин, тринитротолуол)                                                                  | SA                   | Прост задушаващ газ (по-специално хелий, азот, неон, аргон, криптон, ксенон). Символът SA се използва също за системи за изтегляне на втечнен въглероден диоксид и при използване на големи количества сух лед в затворени зони.                                              |

Забележка: Следните символи за опасност не са част от стандарта NFPA 704, но се използват понякога.
- COR: корозивно вещество; силна киселина или основа (напр. азотна киселина, натриева основа)
  - ACID и ALK киселина и основа за по-голяма точност
- BIO или : Биологична опасност (напр. ебола)
- POI: отрова (напр. стрихнин)
- : радиоактивно вещество (напр. плутоний, уран)
- CYL или CRYO: мн. ниска температура (напр. течен азот)